# Factor-g (física)
El factor g es una magnitud adimensional que caracteriza la proporcionalidad entre el momento angular cuántico {\displaystyle {\vec {J}}} de un átomo, partícula o núcleo (expresado constantes de Planck) y el  momento magnético {\displaystyle {\vec {\mu }}} (expresado en magnetones de Bohr o nucleares). Es la relación del momento magnético (o relación giromagnética) con lo que se esperaría de una partícula clásica de la misma carga y momento angular. Se define entonces

{\displaystyle {\frac {\vec {\mu }}{\mu }}=g\;{\frac {\vec {J}}{\hbar }},}

donde {\displaystyle g} es el factor-g, {\displaystyle \mu } es el magnetón de Bohr o el magnetón nuclear dependiendo del sistema estudiado, y {\displaystyle \hbar } es la constante de Planck reducida.

## Definición

### Partícula de Dirac
El momento magnético de spin de una partícula cargada de spin 1/2 que no posee estructura interna (partícula de Dirac) está dado por la siguiente ecuación:
{\displaystyle \mu =g{\frac {e}{2m}}S}
donde {\displaystyle \mu } es el momento magnético de spin de la partícula, g es factor g, e es la carga fundamental, m es la masa de la partícula y S es el momento angular de spin de la partícula. Para partículas de Dirac, este último toma una magnitud de {\displaystyle \hbar /2}. 

### Núcleos y Bariones
Protones, neutrones, núcleos y otras partículas bariónicas compuestas tienen momentos magnéticos que surgen de su spin (si su spin y momento magnético es cero, el factor g es indeterminado). Convencionalmente, los factores g asociados son definidos usando el magneton nuclear y, por lo tanto, utilizan implícitamente la masa del protón en vez de la masa de la partícula. La ecuación usada bajo esta convención es:
{\displaystyle \mu =g{\frac {\mu _{N}}{\hbar }}I=g{\frac {e}{2m_{p}}}I}
donde {\displaystyle \mu } es el momento magnético de la partícula que surge de su spin, g es el factor g efectivo, I es el momento angular de spin, {\displaystyle \mu _{N}} es el magnetón nuclear, e es la carga elemental y mp es la masa del protón en reposo.

## Cálculo

### Factor g del electrón
Hay 3 momentos magnéticos asociados con un electrón: uno de su momento angular de spin, uno de su momento angular orbital, y uno de su momento angular total (la suma mecano-cuántica de ambos componentes). En consecuencia, existen tres diferentes factores g:

#### Factor g del spin electrónico
El factor g más conocido es el factor g del electrón (usualmente llamado factor g del electrón) ge y está definido como:
{\displaystyle \mu _{s}=g_{e}{\frac {\mu _{B}}{\hbar }}S}
donde {\displaystyle \mu _{s}} es el momento magnético electrónico de spin, S es el momento angular de spin y {\displaystyle \mu _{B}} es el magnetón de Bohr, definido como:
{\displaystyle \mu _{B}={\frac {e\hbar }{2m_{e}}}}
En física atómica, el factor g de spin del electrón también se define como el valor absoluto de ge:
{\displaystyle g_{s}=|g_{e}|=-g_{e}}
La componente en z del momento magnético entonces se escribe como:
{\displaystyle \mu _{z}=-g_{s}\mu _{B}m_{s}=-g_{s}{\frac {e\hbar }{2m_{e}}}m_{s}}
donde {\displaystyle \hbar m_{s}} es el eigenvalor del operador Sz, lo que implica que ms sólo puede tomar valores de{\displaystyle \pm 1/2}
El valor de gs redondeado es 2.002319 y se conoce con extremada precisión (1 en 1013)La razón por la cual el valor no es exactamente igual a 2 es debido al cálculo de electrodinámica cuántica del momento dipolar magnético anómalo.

#### Factor g spin-orbital
El factor g spin-orbital está definido como:
{\displaystyle \mu _{L}=-g_{L}{\frac {\mu _{B}}{\hbar }}L}
donde {\displaystyle \mu _{L}} es el momento magnético resultante del momento angular orbital de un electrón, L es el momento angular orbital y {\displaystyle \mu _{B}} es el magnetón de Bohr. Para un núcleo de masa infinita, el valor de gL es exactamente 1, debido a un argumento mecanocuántico análogo a la derivación de la relación giromagnética clásica.  Para un electrón en un orbital con un número cuántico magnético mi, la componente z del momento magnético orbital es:
{\displaystyle \mu _{z}=-g_{L}\mu _{B}m_{l}}
que, debido a que gL=1, se puede reducir a:
{\displaystyle \mu _{z}=-\mu _{B}m_{l}}
Para un núcleo de masa infinita, hay un factor g efectivo:
{\displaystyle g_{L}=1-{\frac {1}{M}}}
donde M es la relación de la masa nuclear con la masa del electrón.

#### Factor g de momento angular total (Landé)
El factor g de Landé (gJ) está definido como:
{\displaystyle |\mu _{J}|=g_{J}{\frac {\mu _{B}}{\hbar }}|J|}
Donde {\displaystyle \mu _{J}} es el momento magnético total resultante del momento angular orbital y de spin de un electrón (J=L+S), es decir, el momento angular total; y {\displaystyle \mu _{B}} es el magnetón de Bohr. Los vectores {\displaystyle \mu _{J}} y J no son colineales, por lo que solamente sus magnitudes pueden ser comparadas.

## Valores experimentales
| Partícula | Símbolo                  | factor g              | Incertidumbre relativa estándar | Referencia |
| --------- | ------------------------ | --------------------- | ------------------------------- | ---------- |
| electrón  | ge                       | −2.00231930436092(36) | 1.8×10−13                       | [ 3 ]      |
| protón    | gp                       | +5.5856946893(16)     | 2.9×10−10                       | [ 4 ]      |
| neutrón   | gn                       | −3.82608552(90)       | 2.4×10−7                        | [ 5 ]      |
| muón      | {\displaystyle g_{\mu }} | −2.00233184123(82)    | 4.1×10−10                       | [ 6 ]      |